# 2017 en Alberta
Chronologie de l'Alberta
- 2013
- 2014
- 2015
- 2016
- 2017
- 2018
- 2019
- 2020
- 2021

Cette page concerne des événements qui se sont produits durant l'année 2017 dans la province canadienne de l'Alberta.

## Politique
- Premier ministre : Rachel Notley
- Chef de l'Opposition : Brian Jean
- Lieutenant-gouverneur : Lois Mitchell
- Législature :

## Événements
- 3 avril : élection partielle fédérale dans les circonscriptions de Saint-Laurent ( Québec), Markham—Thornhill et Ottawa—Vanier ( Ontario), Calgary Heritage et Calgary Midnapore ( Alberta). Le résultat se solde par un statu quo pour les partis politiques.
- 1er au 4 septembre 2017 : 5e édition du Tour d'Alberta. La course fait partie du calendrier UCI America Tour 2017 en catégorie 2.1.
- 1er octobre : Attentats à Edmonton.

## Décès
- 27 juin : Ric Suggitt, dit Sluggo, né le 30 octobre 1958 à Edmonton et mort à Calgary[1], est un entraîneur de rugby à XV canadien qui a entraîné l'équipe du Canada de rugby à XV de 2004 à 2007.

- 29 juin : David John Semenko, dit Dave Semenko (né le 12 juillet 1957 à Winnipeg et mort à Edmonton), joueur professionnel canadien de hockey sur glace.

- 29 septembre : Thelma Chalifoux, née le 8 février 1929 à Calgary et morte à Saint-Albert[2],  pédagogue et sénatrice canadienne d'origine métisse et militante de la cause métisse au Canada.

- 21 novembre : Hugh Roy Currie (né le 22 octobre 1925 à Saskatoon, dans la province de la Saskatchewan et mort  à Wetaskiwin)[3], joueur professionnel canadien de hockey sur glace[4].